# Wunderwaffe

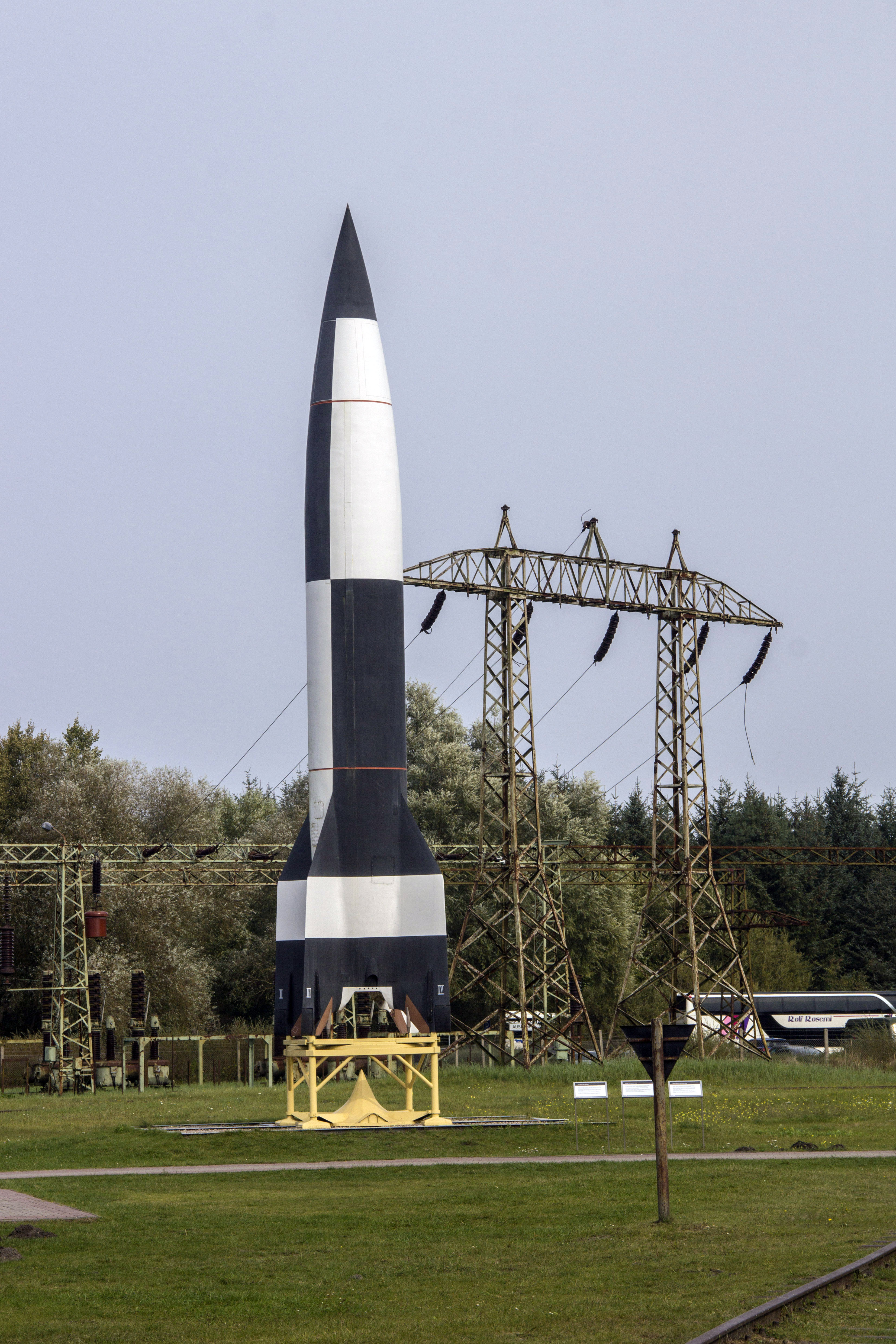
Um foguete V-2, em Peenemünde, no leste da Alemanha.

Wunderwaffen foi um termo usado durante a Segunda Guerra Mundial pelo Ministério da Propaganda do Terceiro Reich para se referir as "super-armas" criadas e/ou planejadas pela indústria bélica alemã.
A situação da guerra começou a piorar pra a Alemanha ao final de 1942 e começo de 1943. O governo alemão passou então a afirmar, para o povo e os militares, que as "super armas" iriam reverter o quadro da guerra. Na realidade, vários projetos nunca saíram do papel ou encontraram enormes problemas nas fases de design e testes. De fato, não havia prospecto dessas armas entrarem em ação ou se elas realmente fariam a diferença já que a Alemanha sofria, desde a metade do conflito, com a falta de pessoal, de matérias-primas e combustíveis. Algumas dessas armas chegaram a ser produzidas em massa, mas não alteraram o curso da guerra. Entre elas estão os submarinos Tipo XXI e o tanque Panther V que foram apressadamente colocados nas linhas de produção e seu resultado operacional foi decepcionante. Contudo, vários designs foram reaproveitados após a guerra, como o fuzil modelo StG 44, os foguetes V-2 e os caças a jato Me 262.

## Marinha
- U-Boot tipo XXI
- U-Boot tipo XXIII

## Carros de combate
- Panzer VIII Maus
- Landkreuzer P. 1000 Ratte
- Landkreuzer P. 1500 Monster

## Aviões
- Heinkel He 280
- Messerschmitt Me 262
- Focke-Wulf Ta 183
- Arado Ar 234
- Horten Ho 229
- Me 163 Komet
- Bachem Ba 349
- Mistel
- Amerika Bomber
- Messerschmitt Me P.1011

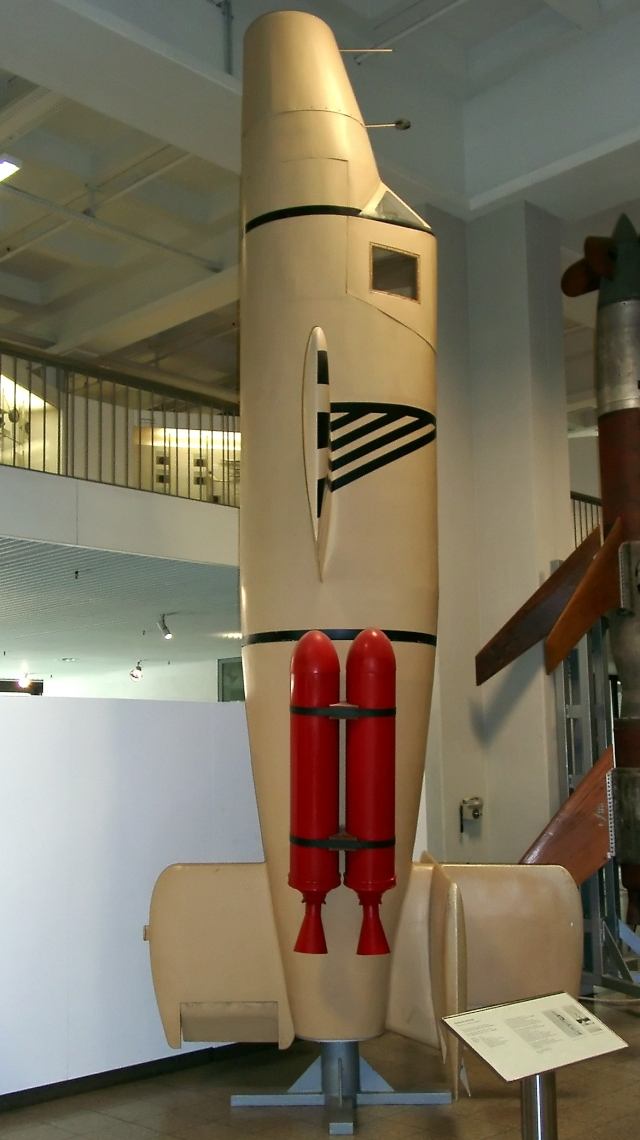
Réplica do Bachem Ba 349 Natter.

- Heinkel He 162 Volksjäger Salamander
- Dornier Do 335 Pfeil
- Interceptador von Braun VTO
- Focke-Wulf Ta 400
- Heinkel He 111Z
- Messerschmitt Me 109Z

## Helicópteros de combate
- Flettner Fl 282
- Focke Achgelis Fa 223

## Bombas e explosivos
- Fritz X
- Henschel Hs 293
- Projeto de energia nuclear alemão

## Artilharia
- Schwerer Gustav
- V-3

## Mísseis
- Família de foguetes A
- V-1
- V-2
- Rheinbote
- Wasserfall
- Schmetterling
- Messerschmitt Enzian
- Ruhrstahl X-4

|  |  |

## Fuzis
- Fallschirmjägergewehr 42
- Sturmgewehr 44
- Sturmgewehr 45

## Equipamento de suporte
- Zielgerät 1229